# Margaret Mattsonová
Margaret Mattsonová byla jednou ze dvou žen souzených a osvobozených ve Filadelfii v provincii Pensylvánie za čarodějnictví v roce 1683.

## Biografie
Nils a Margaret Mattsonovy dorazili do kolonie Nové Švédsko v dnešní jihovýchodní Pensylvánii 22. května 1654 na lodi Orn. Usadili se na poblíž Eddystonu v Pensylvánii.
Nils byl uznávaný léčitel švédsko-finského původu vycházející z finské tradice. V roce 1683 několik sousedů Margaret obvinilo ze začarování dobytka.
Obvinění z praktikování čarodějnictví byla 7. února 1683 (podle juliánského kalendáře) předložena Pensylvánské provinční radě. Stalo se tak devatenáct let poté, co švédské kolonie začaly podléhat angloamerickému právu a tím pádem anglickému zákonu o čarodějnictví z roku 1603.
Obvinili ji sousedé i její vlastní snacha. Údajně vyhrožovala sousedům, přiměla krávy, aby dávaly málo mléka, očarovala a zabíjela dobytek a svědkům se zjevovala ve spektrální formě. Dne 27. února 1683 byla generálním prokurátorem před porotou složenou z 21 mužů, na kterou dohlížel majitel kolonie William Penn, vznesena obvinění proti ní a její sousedce Gertro (aka Yeshro) Jacobssonové, manželce Hendricka Jacobssona. Oba případy se následně dostaly k soudu. Penn vybral malou porotu složenou z 12 mužů a Finkám, které nemluvily anglicky, byl přidělen tlumočník. Zakázal použití obžaloby a obhájců, vedl výslech sám a povolil zavedení nepodložených doslechů. On sám dal porotě závěrečné pokyny, ale to, co jim řekl, nebylo přepsáno.
Byla shledána vinnou z toho, že měla pověst čarodějnice, ale nikoli z očarování zvířat. Ani jedna žena nebyla odsouzena za čarodějnictví. Obviněné byly propuštěny, když jejich manželé složili kauci ve výši 50 liber a slíbili šest měsíců slušného chování.
Legenda vypráví o tom, že William Penn odmítl obvinění proti Mattsonové tím, že potvrdil její zákonné právo létat na koštěti a řekl: „No, neznám žádný zákon, který by to zakazoval.“ V záznamu není žádný takový komentář, ale příběh pravděpodobně odráží Pennovy sociálně progresivní kvakerské hodnoty.